# 趙熙靖
趙熙靖（？—？），字敬克，直隸常州府武進縣人，民籍，明朝政治人物。

## 生平
嘉靖三十四年（1555年）乙卯科應天府鄉試第九十四名舉人。嘉靖三十八年（1559年）中式己未科會試第二百六十五名。嘉靖三十八年，登進士第三甲第四十二名進士。官福建建寧府甌寧縣知縣，後升調北京戶部河南司主事。

## 家族
曾祖趙欽；祖父趙恢；父趙士儒。母沈氏。永感下。